# Azules de Coatzacoalcos
Para el equipo de la Liga Invernal Veracruzana, véase Industriales de Coatzacoalcos.
Para el equipo de Azules que participó de 1940 a 1951, véase Azules de Veracruz.
Los Azules de Coatzacoalcos fue un equipo que participó en la Liga Mexicana de Béisbol con sede en la Coatzacoalcos, Veracruz, México.

## Historia
Los Azules de Coatzacoalcos hicieron su debut en 1979 como un equipo de expansión cuando la liga pasó de 16 a 20 equipos. Participaron durante 5 años de manera consecutiva en la liga, incluso participaron en la temporada extraordinaria de 1980. Los Azules llegaron a la liga gracias a los esfuerzos de Evelio Brito Gómez quien estuvo al frente de la franquicia durante su estancia en la liga.
Los Azules lograron su primera clasificación a la postemporada en 1981 cuando terminaron en segundo lugar de la División Este de la Zona Sur con marca de 62 ganados y 60 perdidos. La serie de playoffs la perdió contra el equipo de diablos Rojos del México 4 juegos a 1.
El año siguiente, en 1982 regresaron a la postemporada al terminar en primer lugar de su división con 73 ganados y 54 perdidos, esta fue la mejor temporada de su corta historia en la liga. En la primera ronda vencieron a los Leones de Yucatán en 5 juegos para llegar a la final de la zona sur, los Tigres Capitalinos los barrieron dejando fuera a los Azules.
En 1983 los Azules terminaron en quinto lugar de la Zona Sur por lo que no lograron su clasificación a la postemporada. Este fue el último año del equipo en la liga.

## Estadio
Los Azules tuvieron como casa el Parque "Miguel Hidalgo" con capacidad para 4,000 espectadores.

## Jugadores

### Roster actual
Por definir.

### Jugadores destacados
- Jack Pierce.[2]
- Vicente Romo.
- Ramón Arano.

### Números retirados
Ninguno.

### Novatos del año
Ninguno.

### Campeones Individuales

#### Campeones Bateadores
| Año | Nombre  | Porcentaje |
| --- | ------- | ---------- |
| NA  | Ninguno | NA         |

#### Campeones Productores
| Año | Nombre  | Producidas |
| --- | ------- | ---------- |
| NA  | Ninguno | NA         |

#### Campeones Jonroneros
| Año  | Nombre         | Jonrones |
| ---- | -------------- | -------- |
| 1980 | Jack Pierce(1) | 7        |

#### Campeones de Bases Robadas
| Año | Nombre  | Bases |
| --- | ------- | ----- |
| NA  | Ninguno | NA    |

#### Campeones de Juegos Ganados
| Año | Nombre  | Récord |
| --- | ------- | ------ |
| NA  | Ninguno | NA     |

#### Campeones de Efectividad
| Año  | Nombre                  | Porcentaje |
| ---- | ----------------------- | ---------- |
| 1981 | Vicente "El Huevo" Romo | 1.40       |

#### Campeones de Ponches
| Año  | Nombre                     | Ponches |
| ---- | -------------------------- | ------- |
| 1980 | Vicente "El Huevo" Romo(1) | 47      |

#### Campeones de Juegos Salvados
| Año | Nombre  | Juegos |
| --- | ------- | ------ |
| NA  | Ninguno | NA     |

1 Líder en la temporada extraordinaria de 1980.